# Ingeborg di Danimarca (regina di Norvegia)
Ingeborg di Danimarca (1244 circa – 24 o 26 marzo 1287) principessa danese andò in moglie a Magnus VI di Norvegia divenendo regina consorte di Norvegia, alla morte del marito giocò un ruolo di rilievo nel governo perché il figlio della coppia era ancora minorenne.

## Biografia
Ingeborg di Danimarca nacque attorno al 1244 da Eric IV di Danimarca e Jutta di Sassonia e rimase orfana di padre a sei anni, Eric venne infatti ucciso dal fratello Abele di Danimarca o da uno dei suoi sostenitori nell'ottica di un lungo scontro che aveva coinvolto i due fratelli. Sua madre Jutta tornò nella natia Sassonia dove andò in moglie al conte Burchard VIII di Querfurt-Rosenburg Burgravio di Magdeburgo. Ingeborg e le sorelle andarono a vivere presso lo zio Cristoforo I di Danimarca e della moglie Margherita Sambiria. Tutte e quattro le sorelle avevano grosse fette di eredità in Danimarca, ne scaturì quindi una lotta per recuperare l'eredità di Ingeborg che durò anni e che coinvolse alla lunga anche la Norvegia che si trovò coinvolta in tutta una serie di scontri che durarono anni. La reggenza danese negoziò il matrimonio di Ingeborg con il figlio di Haakon IV di Norvegia, il suo erede Magnus VI di Norvegia ed ella giunse a Tønsberg il 28 luglio 1261 dopo aver incontrato il futuro suocero nel monastero danese di Horsens.
I due si sposarono l'11 settembre a Bergen venendo incoronati subito dopo, Magnus ricevette in dono il distretto di Ryfylke per provvedere al proprio mantenimento, secondo le fonti la loro si dimostrò un'unione felice.
Il 16 dicembre 1263 Haakon morì mentre combatteva la Scozia per il predominio sulle Isole Ebridi e Magnus gli succedette al trono, in quegli anni Ingeborg tenne un profilo estremamente defilato e, di fatto, si ritira nell'ombra. Durante il loro matrimonio i due ebbero due figli:
- Eirik II di Norvegia
- Haakon V di Norvegia.

Nel 1280 Ingeborg rimase vedova ed iniziò a rivestire un ruolo rilevante nel governo, anche se non fu mai formalmente nominata reggente, a causa della minore età del figlio Eirik, la sua influenza non calò nemmeno tre anni dopo quando il giovane fu dichiarato in maggiore età. Il principale alleato di Ingeborg fu Alv Erlingsson, un cugino in secondo grado del marito, che era governatore di Borgarsyssel che oggi fa parte della contea di Østfold.
Durante il lungo regno del cugino Eric V di Danimarca Ingeborg iniziò una lunga lotta per avere la propria eredità, questo portò a una certa tensione fra i due paesi e anche all'interno della Danimarca stessa poiché alcuni nobili supportarono la causa di Ingeborg.
Ella morì il 24 o 26 marzo 1287 senza che fosse riuscita ad avere ciò che le spettava.

## Ascendenza
|                           |                      |                          | Genitori                             |  |  | Nonni |  |  | Bisnonni                 |  |  | Trisnonni     |  |
|                           |                      |                          |                                      |  |  |       |  |  | Valdemaro I di Danimarca |  |  | Canuto Lavard |  |
|                           |                      |                          |                                      |  |  |       |  |  | Valdemaro I di Danimarca |  |  | Canuto Lavard |  |
|                           |                      | Ingeborg di Kiev         |                                      |  |  |       |  |  | Valdemaro I di Danimarca |  |  |               |  |
| Valdemaro II di Danimarca |                      |                          |                                      |  |  |       |  |  | Valdemaro I di Danimarca |  |  |               |  |
|                           |                      | Sofia di Minsk           | forse Volodar di Minsk               |  |  |       |  |  |                          |  |  |               |  |
|                           |                      | Sofia di Minsk           | forse Volodar di Minsk               |  |  |       |  |  |                          |  |  |               |  |
|                           |                      | Sofia di Minsk           | Ryksa Bolesławówna                   |  |  |       |  |  |                          |  |  |               |  |
| Eric IV di Danimarca      |                      | Sofia di Minsk           |                                      |  |  |       |  |  |                          |  |  |               |  |
|                           |                      | Sancho I del Portogallo  | Alfonso I del Portogallo             |  |  |       |  |  |                          |  |  |               |  |
|                           |                      | Sancho I del Portogallo  | Alfonso I del Portogallo             |  |  |       |  |  |                          |  |  |               |  |
|                           |                      | Sancho I del Portogallo  | Mafalda di Savoia                    |  |  |       |  |  |                          |  |  |               |  |
| Berengaria del Portogallo |                      | Sancho I del Portogallo  |                                      |  |  |       |  |  |                          |  |  |               |  |
|                           |                      | Dolce di Barcellona      | Raimondo Berengario IV di Barcellona |  |  |       |  |  |                          |  |  |               |  |
|                           |                      | Dolce di Barcellona      | Raimondo Berengario IV di Barcellona |  |  |       |  |  |                          |  |  |               |  |
|                           |                      | Dolce di Barcellona      | Petronilla di Aragona                |  |  |       |  |  |                          |  |  |               |  |
| Ingeborg di Danimarca     |                      | Dolce di Barcellona      |                                      |  |  |       |  |  |                          |  |  |               |  |
|                           | Bernardo di Sassonia | Alberto I di Brandeburgo |                                      |  |  |       |  |  |                          |  |  |               |  |
|                           | Bernardo di Sassonia | Alberto I di Brandeburgo |                                      |  |  |       |  |  |                          |  |  |               |  |
|                           | Bernardo di Sassonia | Sofia di Winzenburg      |                                      |  |  |       |  |  |                          |  |  |               |  |
| Alberto I di Sassonia     | Bernardo di Sassonia |                          |                                      |  |  |       |  |  |                          |  |  |               |  |
|                           |                      | Brigitte di Danimarca    | Canuto V di Danimarca                |  |  |       |  |  |                          |  |  |               |  |
|                           |                      | Brigitte di Danimarca    | Canuto V di Danimarca                |  |  |       |  |  |                          |  |  |               |  |
|                           |                      | Brigitte di Danimarca    | …                                    |  |  |       |  |  |                          |  |  |               |  |
| Jutta di Sassonia         |                      | Brigitte di Danimarca    |                                      |  |  |       |  |  |                          |  |  |               |  |
|                           |                      | Leopoldo VI di Babenberg | Leopoldo V di Babenberg              |  |  |       |  |  |                          |  |  |               |  |
|                           |                      | Leopoldo VI di Babenberg | Leopoldo V di Babenberg              |  |  |       |  |  |                          |  |  |               |  |
|                           |                      | Leopoldo VI di Babenberg | Helena d'Ungheria                    |  |  |       |  |  |                          |  |  |               |  |
| Agnes d'Austria           |                      | Leopoldo VI di Babenberg |                                      |  |  |       |  |  |                          |  |  |               |  |
|                           |                      | Teodora Angelina         | …                                    |  |  |       |  |  |                          |  |  |               |  |
|                           |                      | Teodora Angelina         | …                                    |  |  |       |  |  |                          |  |  |               |  |
|                           |                      | Teodora Angelina         | …                                    |  |  |       |  |  |                          |  |  |               |  |
|                           |                      | Teodora Angelina         |                                      |  |  |       |  |  |                          |  |  |               |  |